# 히가시데 아키히로
히가시데 아키히로(일본어: 東出 輝裕, 1980년 8월 21일 ~ )는 일본의 전 프로 야구 선수이며, 현재 센트럴 리그인 히로시마 도요 카프의 1군 야수 종합 코치이다.

## 인물

### 프로 입단 전
후쿠이현 사바에시 출신으로 쓰루가 게히 고등학교 2학년 때인 제79회 전국 고등학교 야구 선수권 대회에서 팀은 8강에 진출했는데 첫 상대인 호리코시 고등학교와의 맞대결에서는 볼넷으로 출루하여 2루 도루, 3루 도루를 연달아 성공하여 결승점을 만드는 등 당시부터는 준족을 발휘하고 있었다.
3학년 때는 제70회 선발 고등학교 야구 대회와 제80회 전국 고등학교 야구 선수권 대회 등의 고시엔 대회에서 각각 투수 겸 내야수로서 춘계와 하계 대회를 연속으로 출전했다. 주장으로서의 역할을 담당했지만 선발 고등학교 야구 대회에서는 PL가쿠엔 고등학교, 하계 대회에서는 오비린 고등학교한테 패했다. 고시엔 대회에서 히가시데의 활약을 지켜본 고세키 준지는 자신의 저서를 통해 ‘천재’라고 평가했다.
1998년 아시아 청소년 야구 선수권 대회 일본 대표팀 선수로 발탁되어 나카무라 준지 당시 감독(전 PL가쿠엔 고등학교 감독)으로부터 ‘다쓰나미 가즈요시 이래의 일재’라는 평가를 받았다. 유격수로서 대회 우수 선수로 선정되었고 고교 통산 성적은 타율 4할 6푼 4리, 34개의 홈런을 기록한 것 외에도 50m 달리기에서는 5초 7을 주파, 115m의 멀리 던지기를 기록했다. 1998년 프로 야구 드래프트 회의에서는 히로시마 도요 카프로부터 1순위 지명을 받고 입단했다.

### 프로 입단 후

#### 1999년 ~ 2001년
이듬해 1999년, 고졸 신인으로서는 1년차부터 1군 경기에 출전하는 등 주로 2루수를 지켰다. 5월 11일의 요미우리 자이언츠전에서는 데뷔 후 처음으로 2번·2루수로 출전했고 두 번째 타석에서는 내야 안타를 기록했다. 다음해 2000년에는 등번호를 2번으로 변경했고 동시에 유격수로 변환되었다. 2루수의 주전 후보였던 에디 디아스가 정규 시즌을 앞두고 갑작스런 부상때문에 전력에서 이탈했고 대신 2루수에 들어간 기무라 다쿠야와 함께 각각 1번, 2번 타자로서 스타팅 멤버의 일원이 되었다. 112 경기에 출전하여 수비면에서는 리그 최다인 25차례의 실책을 기록하면서, 217개의 척살과 356개 보살, RF는 5.0을 넘었다.
2001년에는 월간 리그 최다 도루(8개)를 기록한 공로로 JA전농 센트럴 리그 GOGO상을 수상했고 구단 신기록이 되는 시즌 49개의 희생타를 기록했다. 시즌 140경기를 모두 출전해 타율 2할 6푼 2리, 5홈런, 35타점을 기록한 것 외에도 도루에서는 개인 최고 성적인 26개를 남겼다. 리그 최다인 5개의 3루타를 기록하는 등 주로 2번 타자로서 활약했다. 수비면에서는 27차례의 실책으로 2년 연속 리그 최다를 기록했지만 보살 개수는 미야모토 신야(425개), 이시이 다쿠로(417개)에 뒤를 이은 411개를 남겼다. 제34회 IBAF 월드컵 일본 대표팀으로 발탁되어 예선과 본선을 통해서 팀내 1위인 10타점을 기록했고 수비에서도 거의 경험이 없는 3루수를 지키면서 대회 우수 선수로 선정되었다. 그러나 결승 진출이 걸려있는 쿠바전에서 1점을 리드하고 있는 투수전 끝에 실책을 범하면서 동점을 허용했다.

#### 2002년 ~ 2004년
2002년에는 에디 디아스가 2루수로 들어가면서 히가시데는 유격수로서 개막을 맞이했지만 갑작스런 부상으로 인해 5월 26일부터 7월 7일까지 2개월간 전력에서 이탈되었다. 부상의 영향도 있어 성적은 오르지 않았다. 그 해에는 팀 동료인 3루수 아라이 다카히로와 함께 최다 실책을 놓고 경쟁하고 있었지만 앞에서 말한 장기 이탈로 출전 기회가 줄어들었기 때문에 최다 실책은 아라이가 차지하면서 3년 연속 최다 실책은 면했다. 이듬해 2003년에는 다시 2루수로 변환되었지만 47경기에만 출전했고 2004년에는 76경기에만 출전했다.

#### 2005년
팀의 사정으로 유격수를 지켰지만 오릭스 버펄로스로부터 기쿠치하라 쓰요시와의 트레이드로 이적한 야마사키 고지가 유격수, 가무라 다쿠야가 2루수에 정착, 자신은 2루수나 외야의 대수비로 교체 투입되어 출전했다. 7월 17일의 한신 타이거스전(한신 고시엔 구장)에서는 호투를 계속하고 있던 안도 유야로부터 연장 10회에 결승 홈런을 때려냈다.

#### 2006년
마티 브라운이 감독으로 부임하면서 전년도에 유격수를 지킨 야마사키, 2루수는 신인 선수인 소요기 에이신과 함께 개막을 맞이했다. 그러나 야마사키가 타격 부진을 겪고있는 반면 개막전에 들어가서 히가시데가 대타로 출전하는 등의 활약으로 4월 후반에 소요기가 유격수로 되돌면서 히가시데는 2루수로 복귀했다. 7월에는 감독 추천으로 올스타전에 출전했다.
4년 만에 규정 타석을 채우면서 타율은 시즌을 통해 2할 8푼대를 유지했고 본인으로서는 처음으로 끝내기 안타를 쳤지만 2루타와 홈런은 규정 타석을 채운 타자 중에서 양대 리그 최소 기록이며(2루타는 다나카 겐스케와 타이 기록이며 홈런은 아카호시 노리히로와 타이) 도루 성공률도 낮았다(성공 11차례, 실패 18차례). 수비면에서는 2루수로서 122경기에 출전해 리그 1위인 277개의 척살과 421개의 보살, 그리고 8차례의 실책으로 수비율(.989)에서 리그 2위를 차지하는 등 눈부신 성장을 보였다.

#### 2007년
타격면에서는 전년도를 밑도는 성적을 남기면서 스타팅 멤버, 타순과도 고정할 수 없는 경기가 증가되었지만 132경기에 출전했다. 수비면에서는 2루수로서 124경기에 출전해 리그 1위인 보살 419개, 척살 294개, 실책 7차례, 9할 9푼의 수비율을 기록하여 리그 2위를 차지했다. 도루사는 전년도인 18개에서 4개로 감소되었다. 삼진 55개는 마에다 도모노리의 31개에 뒤를 이은 팀내 2위이며 삼진률도 마에다 도모노리에 이어 끝에서 2위를 차지했다. 병살타 3개는 규정 타석을 채운 타자 중에서 다카하시 요시노부(요미우리), 아카호시 노리히로(한신), 애런 가이엘(야쿠르트) 등과 대등한 리그 최소 기록이며 2루타, 3루타, 홈런, 장타율, 타점 등도 리그 최소 기록이었다. 아카호시와 함께 2년 연속으로 규정 타석을 채웠지만 홈런은 없었다(역대 8·9번째로 9·10번째).
오프에는 현역에서 은퇴한 후 모교의 지도자가 되겠다는 희망을 갖고 있어 교사 자격을 취득하기 위해 와세다 대학에 진학하겠다고 밝혔다.

#### 2008년
시즌 초에는 대기선수나 하위 타순에서 활약하는 경우가 많았지만 서서히 결과를 내고 나서는 1, 2번 타순으로 고정되어 타율은 3할 6푼 전후의 성적을 유지했고 올스타전에 처음으로 팬 투표에 의해 선정되었다. 138경기에 출전하면서 타율 3할 1푼을 기록하는 등 처음으로 3할 대의 타율을 나타냈다. 병살타는 전년도인 3개보다 더욱 적은 1개를 기록하면서 2년 연속 리그 최저 기록을 세웠다. 시즌 종반에는 손가락 부상의 영향도 있어 두 자릿수가 되는 12차례의 실책을 기록했지만 수비면에서도 안정된 모습을 보여주는 등 내야수로서는 최다 득표가 되는 141표를 얻어 베스트 나인(2루수 부문)으로 선정되었다. 한편 홈런은 전년도와 마찬가지로 단 한 개도 없어 규정 타석을 채우면서도 3년 연속 무홈런 기록은 1991년 ~ 1993년의 와다 유타카 이래 두 번째 사례였다.
같은 해 구단 사상 최연소로 28세 나이에 FA권을 취득하면서 향후 거취에 대한 주목받았지만 11월 11일에 FA권을 행사하지 않고 히로시마에 잔류하겠다는 입장을 표명했고 4년 계약을 맺는 것과 동시에 단년 연봉으로 1억엔 플레이어의 대열에 합류했다. 회견에서는 “카프에서 일본 시리즈에 출전하고 싶다”, “필요로 여겨지는 한은 카프에 남고 싶다”라고 말하는 등 팀에 대한 애착을 드러냈다.

#### 2009년
5월 16일에는 2년 만에 외야 수비(1번·우익수로 선발 출장)로 활약했지만 정작 수비할 기회는 없었다. 올스타전에 2년 연속으로 출전해 팀의 연고지이자 히로시마에서 열린 2차전에서는 팀에서 5명이 선발로 출전했다. 시즌에서는 팀이 타격 부진에 시달리고 있는 와중에 1년 동안 안정된 컨디션을 유지하는 등 142경기에 출전하면서 팀내 1위인 타율 2할 9푼 4리를 기록했다. 삼진 개수는 규정 타석을 채운 타자 중에서 최저 기록인 39개를 남겼다. 작년과 비교해서 타율은 저하되었지만 선구안이 좋아지면서 출루율은 작년보다 높아졌다. 2루수로서 리그 최다인 14차례의 실책을 범했지만 팀내 1위인 14개의 도루를 기록하여 2년 연속으로 베스트 나인에 선정되었다. 홈구장이 넓어지면서 2루타와 3루타의 개수가 증가되면서 장타율도 상승했지만 그 해에도 단 한 개의 홈런을 기록하지 못해 규정 타석을 채운 타자의 연속 무홈런 기록은 프로 야구 역대 최고 기록인 4년 연속 무홈런이라는 불명예 기록을 남겼다.

#### 2010년
4월 23일의 요미우리전(도쿄 돔)에서는 도노 슌으로부터 5년 만이 되는 홈런을 때려내 연속 타석 무홈런 기록은 2393타석에서 멈췄다. 그리고 올스타전에도 팬 투표를 통해 3년 연속으로 출전하고 2경기에 출전하면서 구연 첫 안타를 포함한 3안타를 때려내는 활약을 보였다. 그러나 8월 하순에 오른쪽 팔꿈치 통증을 일으키면서 전력을 이탈해 그대로 시즌을 마감했다. 규정 타석에는 채웠지만 출전 경기수, 타율, 안타 개수, 도루 개수는 5년 만에 가장 낮은 성적을 기록했다. 한편으로는 결정적인 기회에서 승부의 힘이 늘어나 출전 경기 수가 줄어든 가운데도 개인 최고 성적인 40타점을 기록했다.

## 상세 정보

### 출신 학교
- 쓰루가케히 고등학교

### 선수 경력
- 히로시마 도요 카프(1998년 ~ 2015년)

### 지도자 경력
- 히로시마 도요 카프 1군 타격 코치(2016년 ~ 2019년)
- 히로시마 도요 카프 2군 타격 코치,2군 감독 대행(2020년 ~ 2021년)
- 히로시마 도요 카프 1군 야수 종합 코치(2022년 ~ )

### 수상·타이틀 경력
- 베스트 나인: 2회(2008년, 2009년)
- JA 전농 Go·Go상: 2회(Go Spikes상: 2001년 4월, 최다 2·3루타상: 2009년 8월)

### 개인 기록

#### 첫 기록
- 첫 출장·첫 선발 출장: 1999년 5월 11일, 대 요미우리 자이언츠 6차전(히로시마 시민 구장), 2번·2루수로서 선발 출장
- 첫 안타: 상동, 3회말에 이리키 유사쿠로부터 2루 내야 안타
- 첫 도루: 1999년 6월 25일, 대 요미우리 자이언츠 11차전(히로시마 시민 구장), 1회말에 2루 안착(투수: 발비노 갈베스, 포수: 무라타 신이치)
- 첫 타점: 상동, 6회말에 발비노 갈베스로부터 중전 적시타
- 첫 희생타: 상동, 8회말에 미나미 신이치로로부터 1루 앞 희생타
- 첫 홈런: 2000년 4월 8일, 대 한신 타이거스 2차전(히로시마 시민 구장), 3회말에 그렉 한셀로부터 우월 동점 솔로 홈런

#### 기록 달성 경력
- 통산 1000경기 출장: 2008년 9월 20일, 대 주니치 드래건스 23차전(히로시마 시민 구장), 2번·2루수로서 선발 출장 ※역대 429번째
- 통산 200희생타: 2009년 5월 20일, 대 오릭스 버펄로스 2차전(교세라 돔 오사카), 1회초에 야마모토 쇼고로부터 3루 앞 희생타 ※역대 28번째
- 통산 1000안타: 2009년 9월 9일, 대 도쿄 야쿠르트 스왈로스 19차전(메이지 진구 야구장), 4회초에 이시카와 마사노리로부터 좌전 안타 ※역대 254번째
- 통산 250희생타: 2012년 4월 19일, 대 요코하마 DeNA 베이스타스 6차전(MAZDA Zoom-Zoom 스타디움 히로시마), 6회말에 야마모토 쇼고로부터 3루 앞 희생타 ※역대 13번째

#### 기타
- 올스타전 출장: 4회(2006년, 2008년 ~ 2010년)

### 등번호
- 46(1999년)
- 2(2000년 ~ 2015년)
- 72(2016년 ~ )

### 연도별 타격 성적
| 연 도      | 소 속      | 경 기 | 타 석 | 타 수 | 득 점 | 안 타 | 2 루 타 | 3 루 타 | 홈 런 | 루 타 | 타 점 | 도 루 | 도 루 자 | 희 생 번 | 희 생 플 | 볼 넷 | 고 4 | 사 구 | 삼 진 | 병 살 타 | 타 율 | 출 루 율 | 장 타 율 | O P S |
| ---------- | ---------- | ----- | ----- | ----- | ----- | ----- | ------- | ------- | ----- | ----- | ----- | ----- | -------- | -------- | -------- | ----- | ---- | ----- | ----- | -------- | ----- | -------- | -------- | ----- |
| 1999년     | 히로시마   | 78    | 267   | 233   | 25    | 53    | 5       | 1       | 0     | 60    | 7     | 8     | 2        | 18       | 1        | 14    | 0    | 1     | 34    | 5        | .227  | .273     | .258     | .531  |
| 2000년     | 히로시마   | 119   | 485   | 429   | 62    | 112   | 18      | 2       | 3     | 143   | 28    | 17    | 6        | 22       | 3        | 29    | 0    | 2     | 87    | 7        | .261  | .309     | .333     | .642  |
| 2001년     | 히로시마   | 140   | 637   | 545   | 82    | 143   | 22      | 5       | 5     | 190   | 35    | 26    | 9        | 49       | 4        | 35    | 0    | 4     | 84    | 8        | .262  | .310     | .349     | .658  |
| 2002년     | 히로시마   | 107   | 437   | 377   | 41    | 90    | 7       | 1       | 1     | 102   | 17    | 12    | 8        | 35       | 2        | 20    | 0    | 3     | 44    | 5        | .239  | .281     | .271     | .552  |
| 2003년     | 히로시마   | 47    | 92    | 82    | 8     | 12    | 0       | 0       | 0     | 12    | 1     | 3     | 0        | 6        | 0        | 4     | 0    | 0     | 11    | 3        | .146  | .186     | .146     | .332  |
| 2004년     | 히로시마   | 76    | 85    | 75    | 17    | 18    | 0       | 1       | 1     | 23    | 3     | 5     | 1        | 5        | 0        | 4     | 0    | 1     | 18    | 1        | .240  | .288     | .307     | .594  |
| 2005년     | 히로시마   | 39    | 75    | 67    | 8     | 14    | 2       | 0       | 1     | 19    | 3     | 2     | 3        | 3        | 0        | 5     | 0    | 0     | 16    | 2        | .209  | .264     | .284     | .547  |
| 2006년     | 히로시마   | 138   | 550   | 504   | 57    | 142   | 10      | 1       | 0     | 154   | 23    | 11    | 18       | 14       | 2        | 27    | 0    | 3     | 60    | 7        | .282  | .321     | .306     | .626  |
| 2007년     | 히로시마   | 132   | 516   | 458   | 57    | 123   | 12      | 0       | 0     | 135   | 15    | 13    | 4        | 22       | 2        | 33    | 1    | 1     | 55    | 3        | .269  | .318     | .295     | .613  |
| 2008년     | 히로시마   | 138   | 576   | 522   | 76    | 162   | 12      | 1       | 0     | 176   | 31    | 13    | 8        | 24       | 4        | 24    | 1    | 2     | 63    | 1        | .310  | .341     | .337     | .678  |
| 2009년     | 히로시마   | 142   | 625   | 558   | 71    | 164   | 16      | 8       | 0     | 196   | 26    | 14    | 7        | 19       | 3        | 44    | 3    | 1     | 39    | 5        | .294  | .345     | .351     | .696  |
| 2010년     | 히로시마   | 108   | 492   | 454   | 53    | 121   | 15      | 7       | 1     | 153   | 40    | 10    | 7        | 10       | 1        | 26    | 0    | 1     | 55    | 4        | .267  | .307     | .337     | .644  |
| 2011년     | 히로시마   | 137   | 601   | 543   | 60    | 151   | 17      | 3       | 0     | 174   | 27    | 8     | 6        | 18       | 2        | 35    | 0    | 3     | 71    | 7        | .278  | .324     | .320     | .644  |
| 2012년     | 히로시마   | 91    | 282   | 247   | 15    | 61    | 8       | 0       | 0     | 69    | 6     | 1     | 2        | 19       | 0        | 13    | 0    | 3     | 22    | 3        | .247  | .293     | .279     | .572  |
| 통산: 14년 | 통산: 14년 | 1492  | 5720  | 5094  | 632   | 1366  | 144     | 30      | 12    | 1606  | 262   | 143   | 81       | 264      | 24       | 313   | 5    | 25    | 659   | 61       | .268  | .312     | .315     | .627  |

- 2012년 기준, 굵은 글씨는 시즌 최고 성적.

### 연도별 수비 성적
| 연도 | 2루  | 2루  | 2루  | 2루  | 2루  | 2루    | 3루  | 3루  | 3루  | 3루  | 3루  | 3루    | 유격 | 유격 | 유격 | 유격 | 유격 | 유격   | 외야 | 외야 | 외야 | 외야 | 외야 | 외야   |
| 연도 | 경기 | 척살 | 보살 | 실책 | 병살 | 수비율 | 경기 | 척살 | 보살 | 실책 | 병살 | 수비율 | 경기 | 척살 | 보살 | 실책 | 병살 | 수비율 | 경기 | 척살 | 보살 | 실책 | 병살 | 수비율 |
| ---- | ---- | ---- | ---- | ---- | ---- | ------ | ---- | ---- | ---- | ---- | ---- | ------ | ---- | ---- | ---- | ---- | ---- | ------ | ---- | ---- | ---- | ---- | ---- | ------ |
| 1999 | 68   | 143  | 177  | 7    | 29   | .979   | 2    | 0    | 0    | 0    | 0    | -      | 7    | 6    | 8    | 9    | 1    | 1.000  | -    | -    | -    | -    | -    | -      |
| 2000 | -    | -    | -    | -    | -    | -      | 1    | 0    | 0    | 0    | 0    | -      | 116  | 217  | 356  | 25   | 93   | .958   | -    | -    | -    | -    | -    | -      |
| 2001 | -    | -    | -    | -    | -    | -      | -    | -    | -    | -    | -    | -      | 139  | 249  | 411  | 27   | 83   | .961   | -    | -    | -    | -    | -    | -      |
| 2002 | -    | -    | -    | -    | -    | -      | -    | -    | -    | -    | -    | -      | 107  | 171  | 268  | 16   | 56   | .965   | -    | -    | -    | -    | -    | -      |
| 2003 | 30   | 43   | 72   | 4    | 14   | .966   | -    | -    | -    | -    | -    | -      | -    | -    | -    | -    | -    | -      | -    | -    | -    | -    | -    | -      |
| 2004 | 48   | 36   | 56   | 1    | 7    | .989   | -    | -    | -    | -    | -    | -      | -    | -    | -    | -    | -    | -      | 3    | 2    | 0    | 0    | 0    | 1.000  |
| 2005 | 13   | 18   | 26   | 3    | 4    | .936   | -    | -    | -    | -    | -    | -      | 14   | 15   | 31   | 2    | 8    | .958   | -    | -    | -    | -    | -    | -      |
| 2006 | 122  | 277  | 421  | 8    | 76   | .989   | -    | -    | -    | -    | -    | -      | -    | -    | -    | -    | -    | -      | 16   | 14   | 0    | 0    | 0    | 1.000  |
| 2007 | 124  | 294  | 419  | 7    | 69   | .990   | -    | -    | -    | -    | -    | -      | -    | -    | -    | -    | -    | -      | 7    | 10   | 0    | 0    | 0    | 1.000  |
| 2008 | 137  | 316  | 475  | 12   | 80   | .985   | -    | -    | -    | -    | -    | -      | -    | -    | -    | -    | -    | -      | -    | -    | -    | -    | -    | -      |
| 2009 | 141  | 283  | 435  | 14   | 60   | .981   | -    | -    | -    | -    | -    | -      | -    | -    | -    | -    | -    | -      | -    | -    | -    | -    | -    | -      |
| 2010 | 107  | 233  | 338  | 7    | 66   | .988   | -    | -    | -    | -    | -    | -      | -    | -    | -    | -    | -    | -      | -    | -    | -    | -    | -    | -      |
| 2011 | 136  | 336  | 378  | 11   | 59   | .985   | -    | -    | -    | -    | -    | -      | -    | -    | -    | -    | -    | -      | -    | -    | -    | -    | -    | -      |
| 통산 | 926  | 1979 | 2797 | 74   | 464  | .985   | 3    | 0    | 0    | 0    | 0    | -      | 383  | 658  | 1074 | 79   | 241  | .956   | 27   | 26   | 0    | 0    | 0    | 1.000  |

- 2011년 기준, 굵은 글씨는 시즌 최고 성적.